# Via dei Velluti
Via dei Velluti è una strada dell'Oltrarno nel centro storico di Firenze, che scende da piazza de' Pitti a via Maggio incontrando, a circa un terzo del suo tracciato, via Toscanella (canto ai Quattro Leoni). 

## Storia
La denominazione ricorda la famiglia Velluti, tra le maggiori d'Oltrarno, che in questa zona ebbe le proprie case e alla quale si deve il primo impianto di via Maggio. Per quanto il nome della famiglia sia per lo più legato a quest'ultima strada, dalla Cronaca domestica scritta tra il 1367 e il 1370 dal giurista e letterato Donato Velluti sappiamo come il primitivo nucleo del casato avesse le proprie case in queste vie interne e come "loro era il torrione ch'è nella via dal canto de' quattro Paoni", da identificarsi nel tratto dell'attuale via Toscanella tra via dello Sprone e via dei Vellutini, altra strada che, questa volta con un diminutivo, torna nuovamente a riferire dell'antica presenza della famiglia nell'area. 
Per il tratto fra la piazza de' Pitti e via Toscanella è documentato anche il nome di via del Tanfura, dal nome di una famiglia.

## Descrizione
La via segue il leggero declivio delle pendici della collina di Boboli, che caratterizza questa porzione di città. Lo sbocco con piazza dei Pitti è strettissimo, esclusivamente pedonale, ed è contraddistinto da un arco rampante che distanzia i due edifici affacciati sulla piazza, le case dei Fabiani al 21-22 e quella al 23. L'edilizia è caratterizzata dall'impronta popolare, con molti fondi al piano terra dove ancora oggi hanno sede alcune rinomate botteghe di artigiani che rendono nota questa parte di città. 
L'angolo con via Toscanella è invece chiamato "ai Quattro Leoni", dai rilievi che decoravano due mensole, di cui resta oggi solo un mozzicone di leone sul lato sud. Dopo il canto ai quattro Leoni la via si allarga leggermente, tuttavia restando a senso unico senza possibilità di avere marciapiedi o spazio per la sosta di veicoli, esclusi motorini e biciclette.
L'angolo con via Maggio, dal lato di Palazzo Martellini, è noto come canto de' Velluti o canto della Campanella, per un ferro da cavallo che qui doveva esistere (tipo quello che si vede nel successivo isolato all'angolo con via dei Vellutini). Sull'altro lato (nord) la via costeggia palazzo Michelozzi, dove si vede una buchetta per il vino. 
Come altre vie della zona di Santo Spirito, anche via dei Velluti è spesso interessata da episodi di street art. 

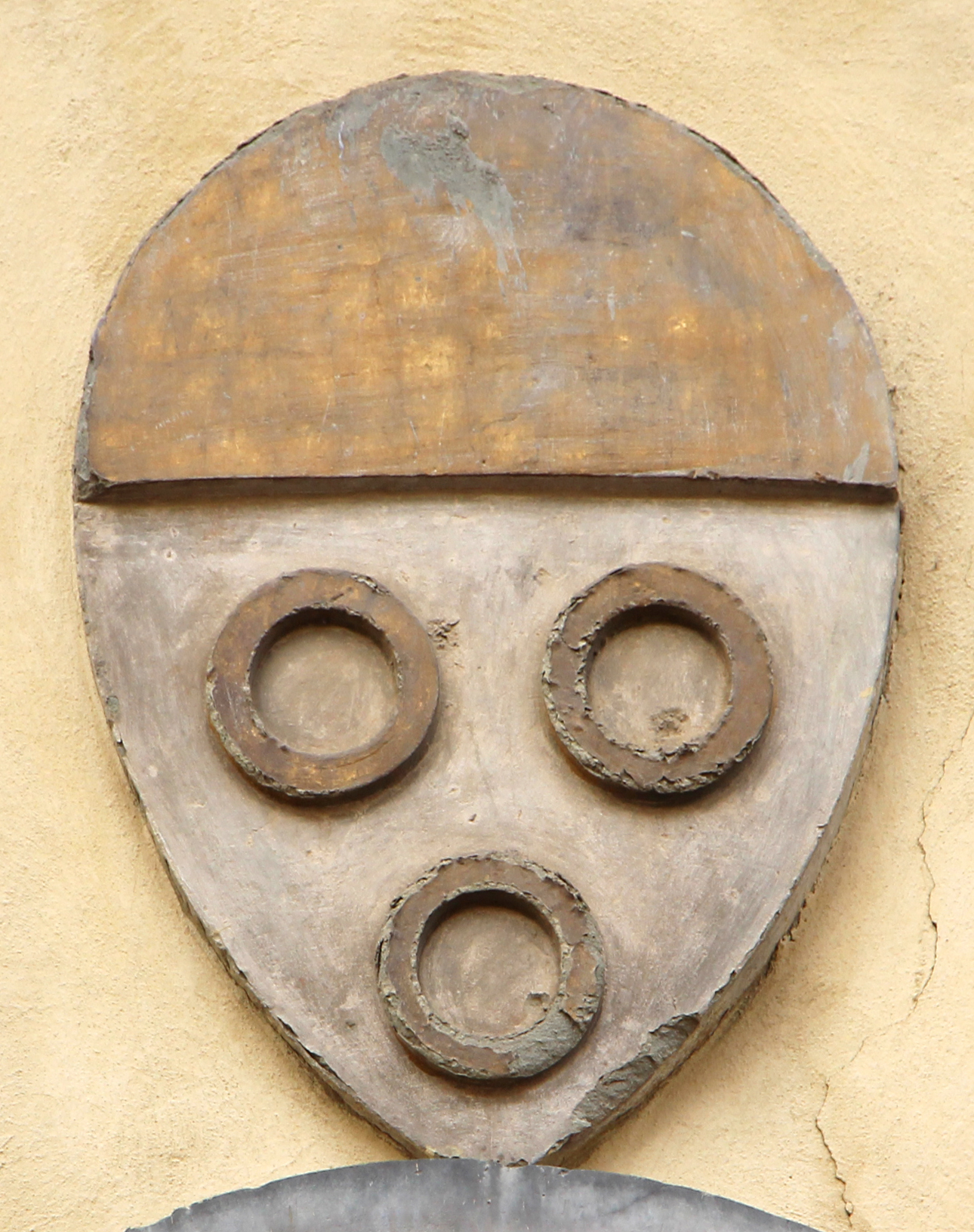
Stemma Velluti all'esterno della basilica di Santo Spirito
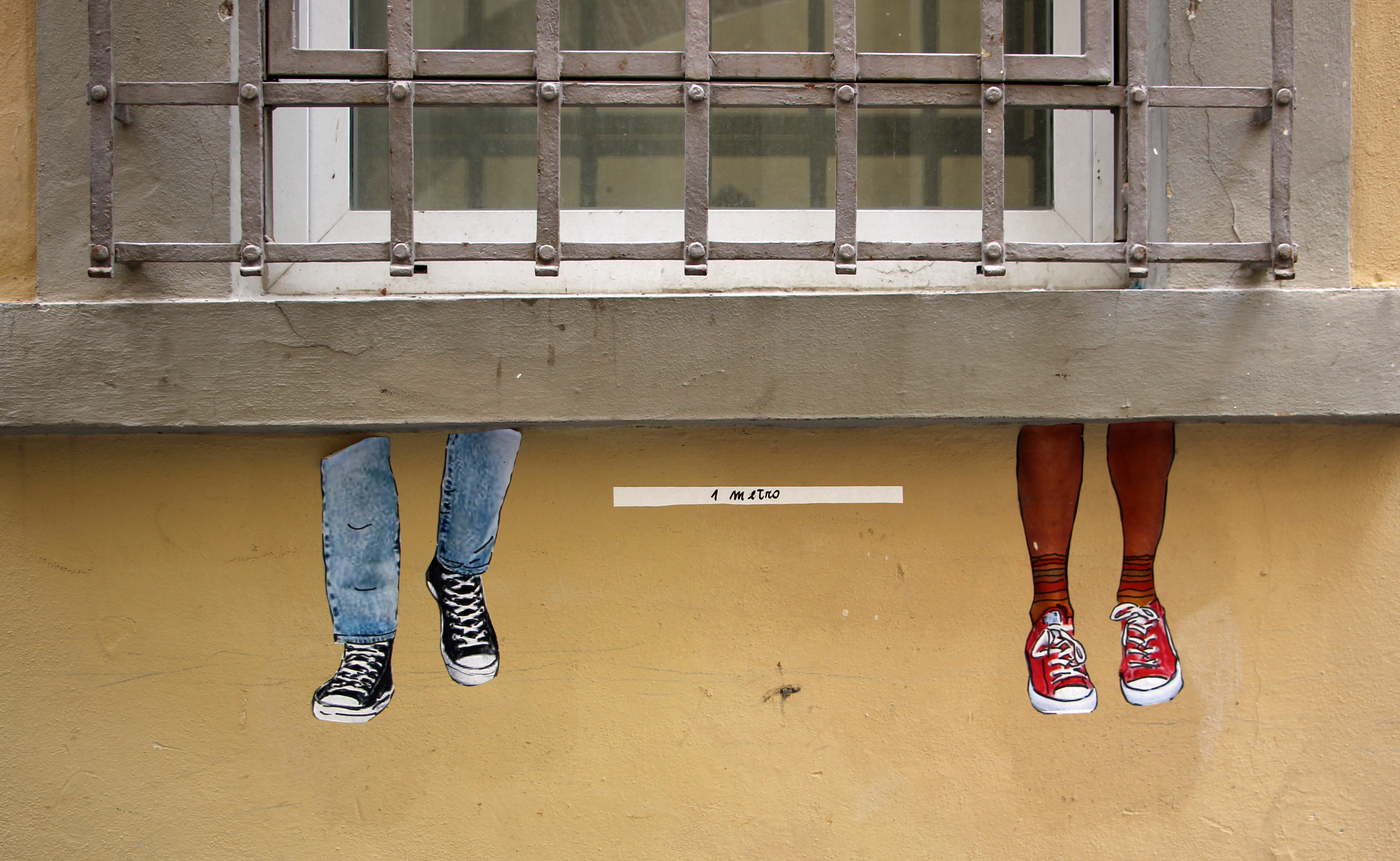
Street art in via dei Velluti

### Edifici
| Immagine | N°   | Nome                            | Descrizione |
| -------- | ---- | ------------------------------- | --- |
|          | 1    | Casa                            | In una casa di carattere popolare (due assi per due piani sopraelevati), forse dipendenza della Casa Fabiani in piazza Pitti 21-22, è stata recentemente rimessa in luce una buchetta del vino situata nello spessore del portale e riconfigurata come vano per i campanelli. |
|          | s.n. | Casa a fondaco                  | L'edificio è il secondo a destra entrando nella via da Piazza Pitti, evidenziato dalle ampie porzioni della facciata in bozze di pietra, che corrono fino al quarto piano, oltre al quale è un ulteriore piano frutto di una tarda soprelevazione. L'immobile è segnalato da Gian Luigi Maffei come unico testimone superstite della tipologia a fondaco in Firenze, tipologia ancora ben rappresentata in città come Genova, Pisa e Lucca e probabilmente in età medievale ben attestata anche qui nelle zone commerciali (area dell'antico porto fluviale e in prossimità dei mercati), caratterizzata dall'uso prevalente della superficie coperta a magazzino di merci, con uno spazio abitativo oltremodo ridotto e posto all'ultimo piano della casa. "La casa fondaco fiorentina ha modulo frontale ristretto (m. 5 circa) con due fornici al piano terra e due aperture su due o tre piani sovrapposti: le aperture hanno una stessa larghezza a tutti i piani comprese quelle del piano terreno così da presentare un prospetto costituito da tre pieni, uno in asse e due laterali - correnti da terra a tetto di muratura di pietra isodoma a filaretto - e due vuoti intermedi connessi ai precedenti pieni con archi a sesto ribassato e spezzoni di muratura tra questi e il livello del solaio superiore. All'ultimo piano una parete piena presenta due finestre periferiche allineate al filo esterno delle aperture sottostanti: era questo il piano abitativo che prevedeva già la possibile utilizzazione in due funzioni diversificate. Planimetricamente la profondità è - per quanto se ne conosce fino ad ora - variabile tra i m. 6 e i m. 12 conseguente alla situazione di ritaglio del tessuto in cui normalmente questi edifici si vengono a trovare: l'inesistenza di murature portanti parallele al fronte rende lo spazio unitariamente utilizzabile ai vari piani e sposta la scala sul fondo dell'edificio con rampe parallele al fronte stesso. Le strutture orizzontali sono costituite da solai lignei orditi con travature principali anch'esse parallele al fronte e all'esterno, in alcuni esempi si ritrovano anche buche pontaie per gli sbalzi lignei, come nelle torri". |
|          | 7    | Casa                            | L'antichità della casa - nonostante le molte trasformazioni subite nel tempo che hanno ora determinato un edificio con una facciata decisamente anonima, organizzata su cinque piani per due assi - è attestata dal brano in bozze di pietra forte risparmiato a livello del piano terreno. Ugualmente ricorda una antica storia il pietrino a rotella che rimane all'altezza del primo piano, con due chiavi decussate e legate, a indicare come un tempo la casa fosse tra le molte proprietà che il monastero di San Pier Maggiore aveva in zona. |
|          | 8    | Casa del Canto ai Quattro Leoni | L'edificio si caratterizza per la parte basamentale in pietra (ampiamente integrata) e, sul fronte principale di via Toscanella, di quanto rimane di un antico rilievo in pietra serena con la figura di un leone, che arricchisce la cantonata con via dei Velluti e rende ragione del nome di questo canto detto appunto "dei quattro leoni" o "ai quattro leoni". Secondo Ciabani (1984) "probabilmente esso è l'unico superstite di una doppia coppia di mensole di sostegno e, nonostante l'avanzato stato di deterioramento, è ancora visibile la grande dignità e l'accuratezza con cui il lavoro fu eseguito". Gli attuali proprietari, della famiglia Belfiore, hanno restaurato l'immobile ricavando negli spazi interni vari appartamenti e residenze. Tra questi spazi è una sala con ampi resti di decorazioni parietali tre/quattrocentesche. Così scrive Federico Fantozzi (1843) nel riferire di questo canto: "Era qui presso un pozzo detto dei Toscanelli, ed in vicinanza di esso, la casa ove nacque ed abitò il Boccaccio, sebbene un'antica tradizione lo faccia oriundo di Certaldo. Così inducono a credere le dotte indagini dell'abate Salvini". |
|          | 14   | Casa                            | Si tratta di un casamento con una facciata organizzata su quattro piani per sei assi, con due ampi accessi carrabili al terreno. La chiave di volta del passo carraio a destra reca una iscrizione (parzialmente erosa o scalpellata) con le lettere M. S. CAT., con riferimento alla proprietà di un monastero con ogni probabilità intitolato a Santa Caterina: forse il monastero di Santa Caterina delle Ruote. Un ulteriore pietrino, decisamente eroso, è murato sopra il carrabile segnato 16 rosso. |
|          | 17   | Casa                            | La casa presenta un fronte organizzato su tre piani per quattro assi di finestre, con un ampio passo carraio posto a destra. Pur non presentando all'esterno elementi architettonici d'interesse la si segnala per la presenza, al terreno, di un tabernacolo contenente un tondo in maiolica raffigurante la Madonna con san Giovannino in adorazione del Bambino. Sulla mensola del tabernacolo è uno scodo con un'arme di famiglia. |

### Tabernacoli

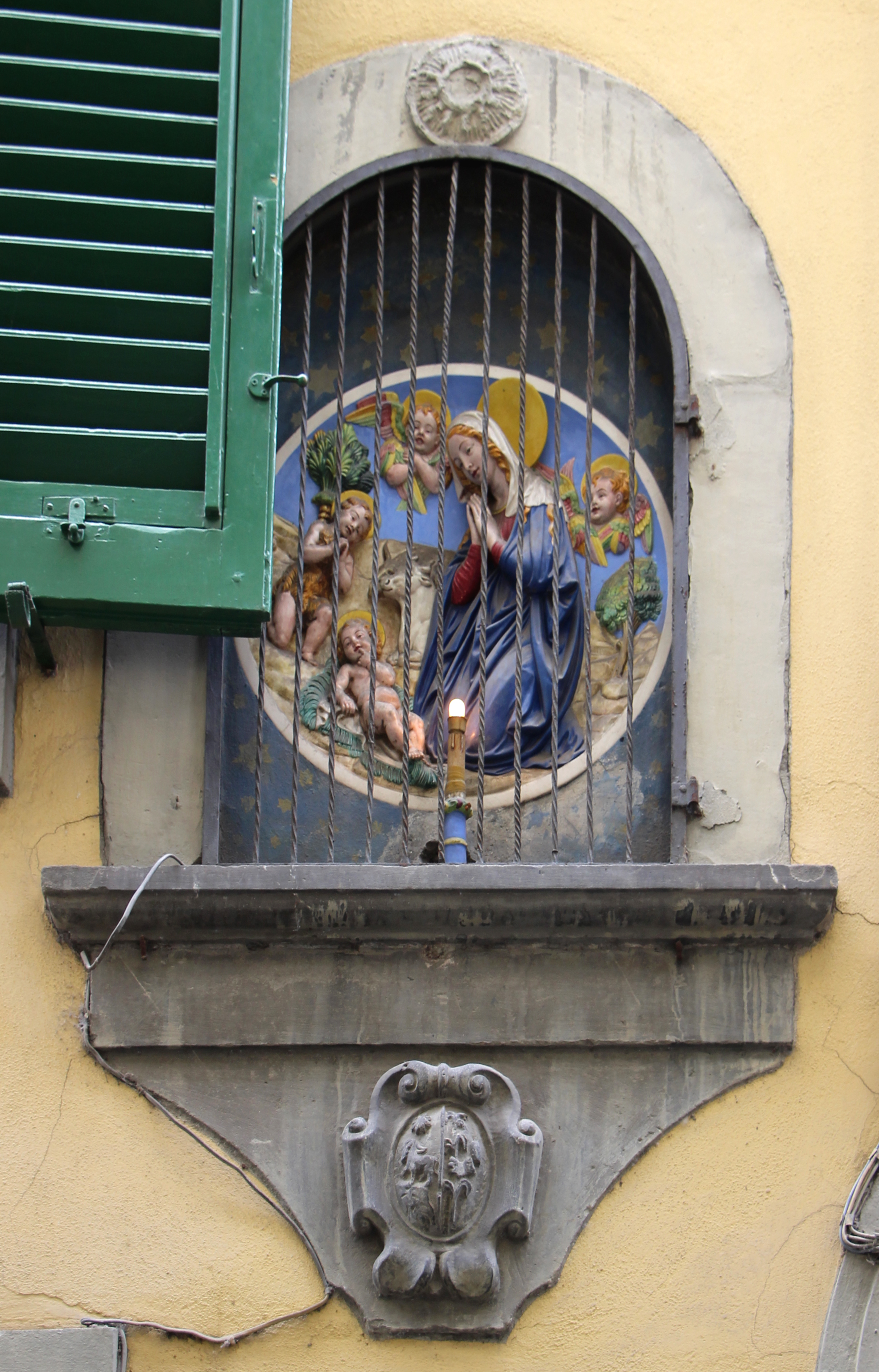
Tabernacolo al n. 17

Sulla via si trovano due tabernacoli. Il primo subito all'angolo con piazza de' Pitti, contenente entro una nicchia centinata un busto di Madonna col Bambino in terracotta che copia un modello di Andrea Sansovino; al tempo di Guido Carocci il tabernacolo aveva una bella cornice lignea e la Madonna era uno stucco policromo che lo studioso datò al tempo in cui i Mazzei acquistarono il plazzo dai Guicciardini a metà del Cinquecento. Fu studiata dal Chiappelli e da Adolfo Venturi, che ne individuò il prototipo nella collezione bolognese Acquaderni, ma anche poi da Luciano Bellosi, che la fece esporre nella mostra donatelliana del 1986 al Forte Belvedere con attribuzione a Nanni di Bartolo e datazione alla prima metà del XV secolo. In ogni caso quella che si vede oggi è una copia, e sparita è anche la cornice, riprodotta tuttavia nel censimento di Guarnieri del 1987.
Un secondo tabernacolo si trova al 17, composto da una mostra in pietra che forma una rientranza centinata contenente, dietro una grata, un tondo in ceramica smaltata policroma con la Madonna e san Giovannino in adorazione del Bambino, di fattura recente. In alto di trova un trigramma di Cristo entro un tondo raggiato e in basso uno stemma familiare non identificato. 

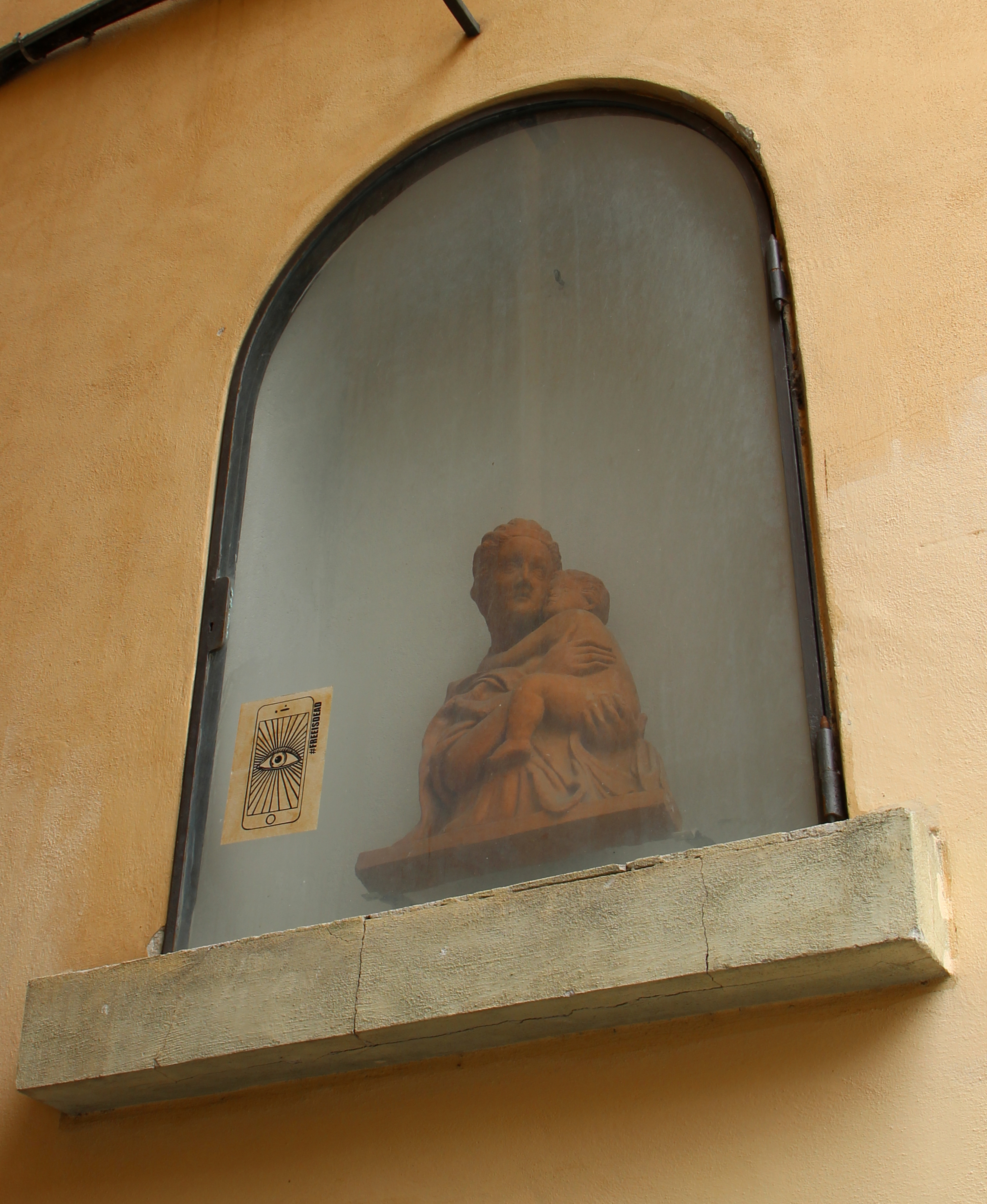
Tabernacolo presso piazza Pitti
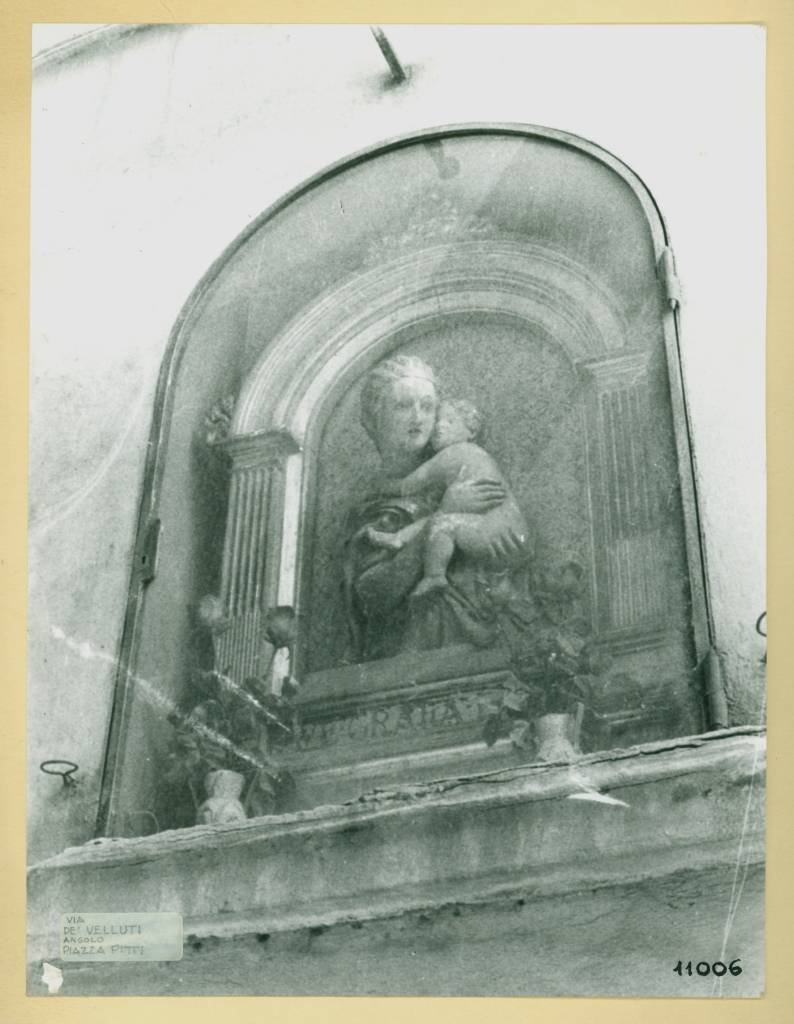
L'aspetto del tabernacolo prima degli anni 1980
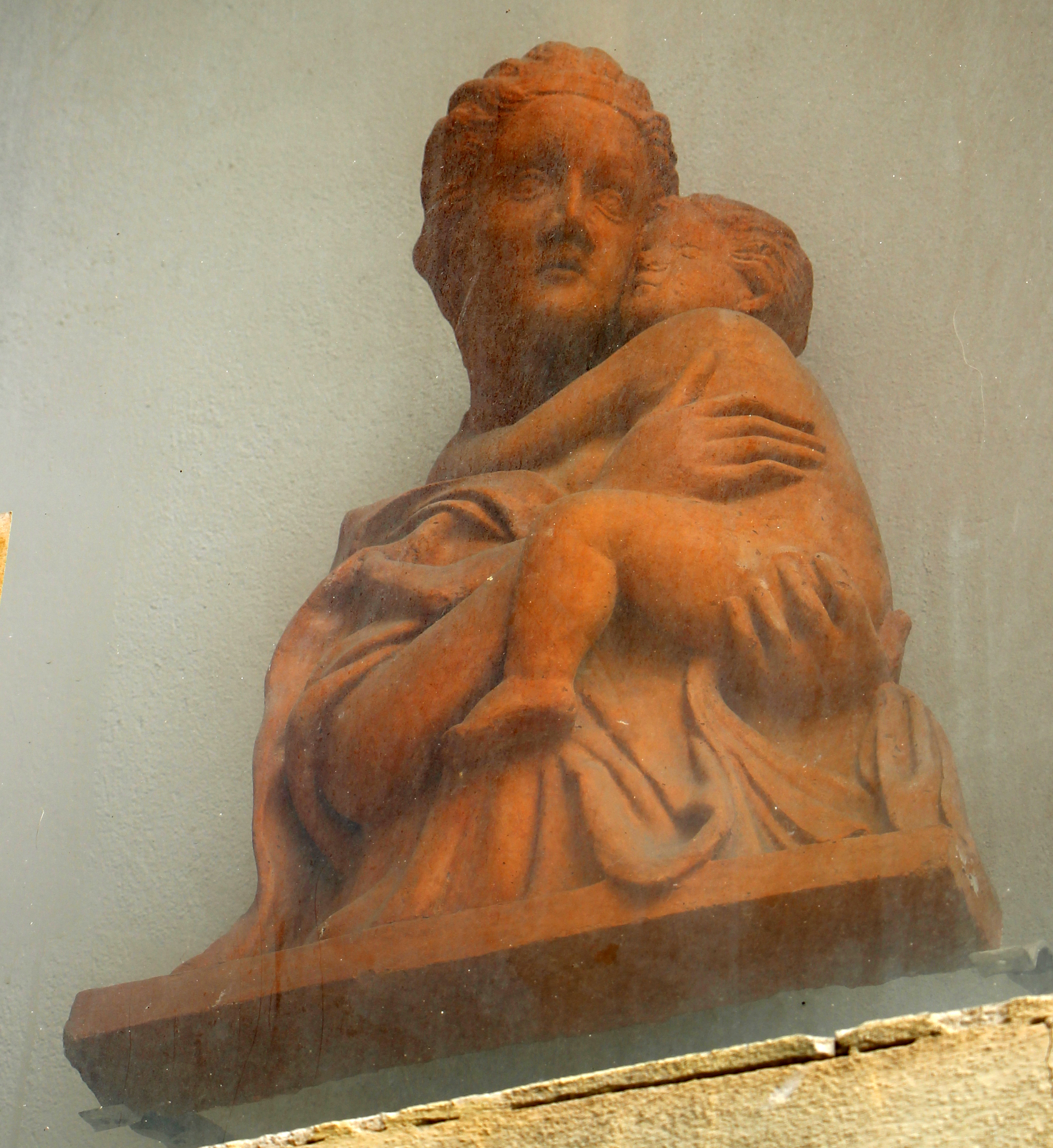
La Madonna col Bambino odierna
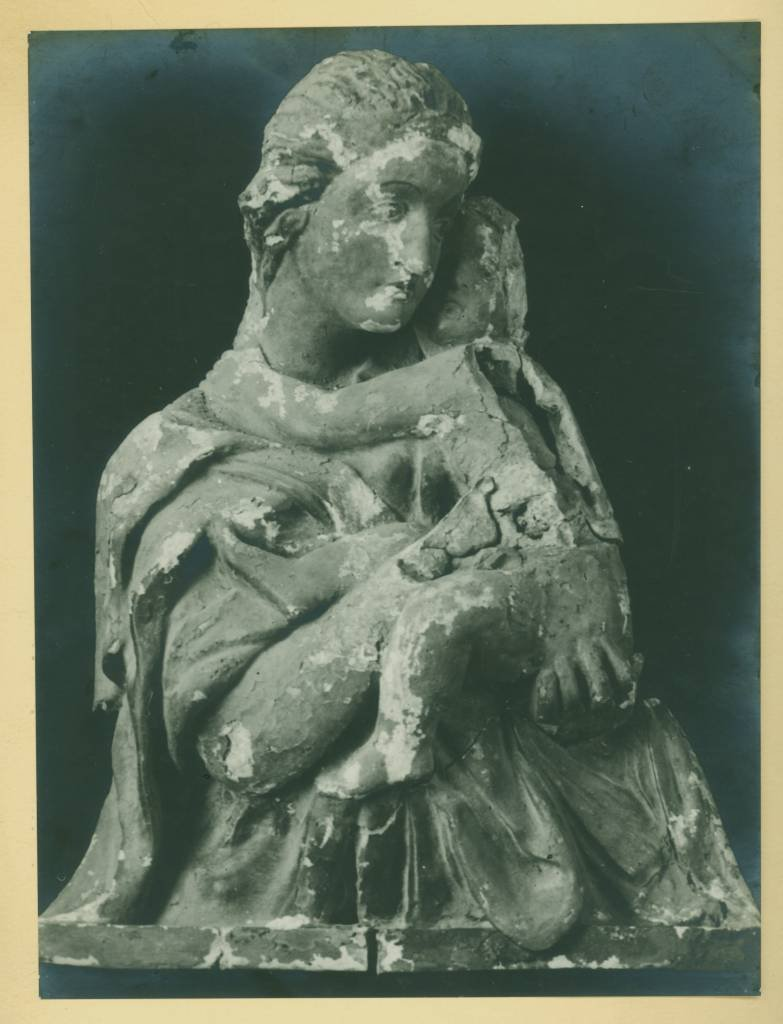
La Madonna originale prima di essere restaurata
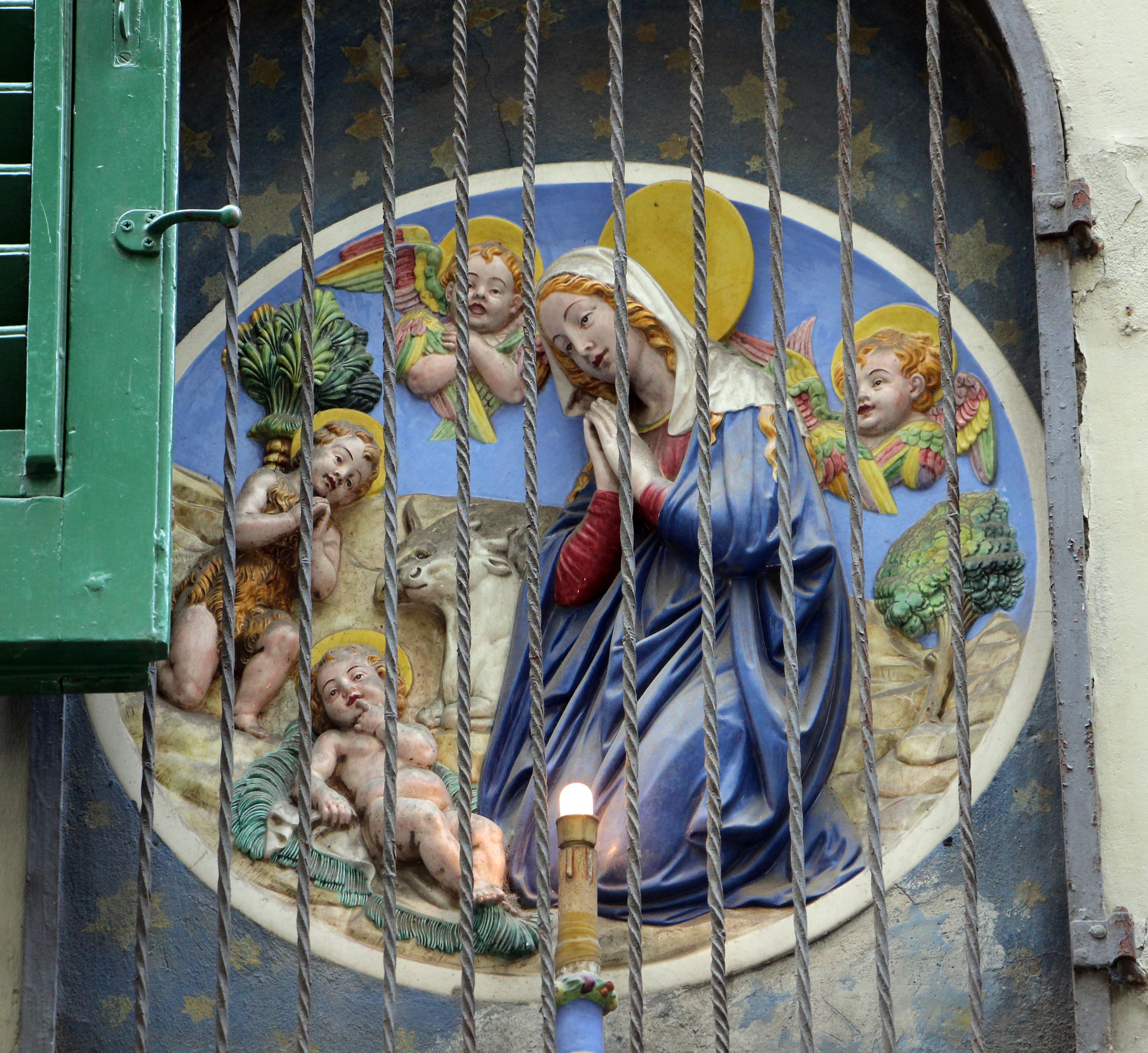
Dettaglio del tabernacolo al 17